# Antonio Capua
Antonio Capua (Melicuccà, 19 ottobre 1905 – 12 aprile 1996) è stato un politico italiano.

## Biografia
Medico, venne eletto all’assemblea costituente nel 1946 con il Fronte dell'Uomo Qualunque. Intervenuto il 7 marzo in sede di discussione generale sul progetto di Costituzione, fece una battuta sessista ("le urne sono di genere femminile e, quindi, sempre infide") di cui si sarebbe doluta Teresa Mattei nel suo discorso del 18 marzo. 
Fu in seguito rieletto deputato in Calabria nelle liste del Partito Liberale Italiano dalla I alla V legislatura, rimanendo in carica dal 1948 al 1972. È stato anche Sottosegretario di Stato all'Agricoltura e Foreste nel Governo Scelba e nel I Governo Segni.
Dopo aver lasciato il PLI, aderisce al Movimento Sociale Italiano, con cui è candidato al Senato nel 1972: inizialmente non risulta eletto, ma subentra a Palazzo Madama in sostituzione del veneziano Giorgio Bacchi, deceduto il 24 novembre 1974; rimane in carica a Palazzo Madama fino al 1976.
Ha concluso la sua carriera politica come Sindaco del comune di Melicuccà dal 1980 al 1987.
Muore all'età di 90 anni nella primavera del 1996. È sepolto nel cimitero di Melicuccà.